# Березово (Андреапольский район)
Березово — деревня в Андреапольском районе Тверской области. Входит в состав Андреапольского сельского поселения.

## География
Деревня расположена в юго-западной части района, у границы с Торопецким. Находится на расстоянии примерно 31 км к юго-западу от города Андреаполь. Ближайший населённый пункт — деревня Аристово.

## История
Сельцо Березово впервые упоминается на топографической трёхвёрстной карте Фёдора Шуберта, изданной в 1871 году.
На карте РККА 1923—1941 годов обозначена деревня Березово. Имела 7 дворов.
До 2005 года деревня входила в состав Гладкологского сельского округа, с 2005 — в составе Андреапольского сельского поселения.

## Население
| 2002 | 2010 |
| ---- | ---- |
| 0    | →0   |